# Demange-aux-Eaux
Demange-aux-Eaux – miejscowość i dawna gmina we Francji, w regionie Grand Est, w departamencie Moza. W 2013 roku populacja ówczesnej gminy wynosiła 523 mieszkańców. 
W dniu 1 stycznia 2019 roku z połączenia dwóch ówczesnych gmin – Baudignécourt oraz Demange-aux-Eaux – powstała nowa gmina Demange-Baudignécourt. Siedzibą gminy została miejscowość Demange-aux-Eaux. 